# NGC 1533
NGC 1533 é uma galáxia lenticular (SB0) localizada na direcção da constelação de Dorado. Possui uma declinação de -56° 07' 04" e uma ascensão recta de 4 horas, 09 minutos e 51,9 segundos.
A galáxia NGC 1533 foi descoberta em 5 de Dezembro de 1834 por John Herschel.